# مرده یا زنده ۵ راند آخر
مرده یا زنده ۵ راند آخر (به انگلیسی: Dead or Alive 5 Last Round) یک بازی ویدئویی در سبک مبارزه‌ای است که توسط تیم نینجا توسعه یافته و به‌وسیلهٔ کویی تکمو در فوریه ۲۰۱۵ برای پلی‌استیشن ۳، پلی‌استیشن ۴، ایکس‌باکس ۳۶۰، ایکس‌باکس وان و مارس ۲۰۱۵ برای مایکروسافت ویندوز منتشر شده‌است. این سومین نسخه به روز شده از عنوان مرده یا زنده ۵ به دنبال مرده یا زنده ۵ پلاس و مرده یا زنده ۵ آلتیمیت در سال ۲۰۱۳ است. تغییرات عمده از نسخه آلتیمیت شامل دو شخصیت اضافی و ارتقاء گرافیکی بازی برای سازگاری با نسل جدید کنسول‌های بازی است.